# Мельниченко Володимир Миколайович
Володимир Миколайович Мельниченко (нар. 12 серпня 1954, Джалал-Абад) — радянський футболіст, що грав на позиції нападника. Відомий за виступами у клубах першої ліги «Алга» та «Спартак» з Івано-Франківська. По закінченні виступів на футбольних полях — радянський та український футбольний тренер.

## Біографія
Володимир Мельниченко народився в киргизькому місті Джалал-Абад у сім'ї засланих з України. Розпочав займатися футболом у рідному місті, й уже в 1969 році брав участь у Спартакіаді народів СРСР з футболу серед юнацьких команд, де став одним із кращих гравців збірної Киргизької РСР, та отримав запрошення до юнацької збірної СРСР. У 1971 році дебютував у команді першої ліги СРСР «Алга» з Фрунзе, проте наступного року став гравцем армійської команди СКА з Ростова-на-Дону, проте в основному складі команди так і не зіграв, а в 1973 проходив військову службу вже не у складі армійських футбольних клубів.
У 1974 році Володимир Мельниченко повернувся до складу «Алги», яка на той час грала в другій лізі, та в складі команди здобув путівку до першої ліги. Проте у першій лізі команда з Фрунзе грала лише один сезон, після чого вибула до другої ліги.
У 1978 році на запрошення колишнього футболіста, а на той час уже тренера, Бориса Стрельцова Володимир Мельниченко стає гравцем команди першої ліги «Спартак» з Івано-Франківська. Поступово він стає одним із основним гравцем атакувальної ланки команди, проте у 1981 році, коли він був одним із кращих бомбардирів команди, команда вибула з першої ліги. Мельниченко ще протягом півроку виступав у складі івано-франківської команди, яку ще в 1981 році перейменували на «Прикарпаття», а в другій половині 1982 року став гравцем аматорської команди «Нива» (Підгайці), з якою став переможцем аматорської першості УРСР, а в 1983 році виступав у другій лізі в складі команди «Нива», яка тоді базувалась у Бережанах. У 1983 році завершив виступи на футбольних полях, після чого повернувся до Івано-Франківська, де працював на різних посадах у тренерському штабі «Прикарпаття». У 90-х роках XX століття, після погіршення матеріальних умов, Володимир Мельниченко кілька років провів разом з родиною на заробітках у Португалії, після чого повернувся до Івано-Франківська.